# Tritonoturris
Tritonoturris é um gênero de gastrópodes pertencente a família Raphitomidae.

## Espécies
- Tritonoturris amabilis (Hinds, 1843)[2]
- Tritonoturris capensis (Smith E. A., 1882)[3]
- Tritonoturris cumingii (Powys, 1835)[4]
- Tritonoturris difficilis Stahlschmidt, Poppe & Tagaro, 2018
- Tritonoturris lifouana (Hervier, 1897)
- Tritonoturris macandrewi (Smith E. A., 1882)[5]
- Tritonoturris menecharmes (Melvill, 1923)[6]
- Tritonoturris obesa Kilburn, 1977[7]
- Tritonoturris oxyclathrus (Martens, 1880)
- Tritonoturris paucicostata (Pease, 1860)[8]
- Tritonoturris phaula Kilburn, 1977[9]
- Tritonoturris poppei Vera-Pelaez & Vega-Luz, 1999[10]
- Tritonoturris scalaris (Hinds, 1843)
- Tritonoturris secta (Sowerby, G.B. II, 1870)
- Tritonoturris sottoae Stahlschmidt, Poppe & Tagaro, 2018
- Tritonoturris subrissoides (Hervier, 1897)[11]

Espécies trazidas para a sinonímia
- Tritonoturris buccinoides Shuto, 1983:[12] sinônimo de Pleurotomella buccinoides (Shuto, 1983) (combinação original)
- Tritonoturris concinnus Li & Li, 2007:[13] sinônimo de Tritonoturris scalaris (Hinds, 1843)
- Tritonoturris elegans (Pease, 1860): sinônimo de Tritonoturris amabilis (Hinds, 1843)
- Tritonoturris harpa Pease, 1860: sinônimo de Tritonoturris cumingii (Powys, 1835)
- Tritonoturris phanula Kilburn, 1977: sinônimo de Tritonoturris phaula Kilburn, 1977
- Tritonoturris robillardi (H. Adams, 1869):[14] sinônimo de Tritonoturris amabilis (Hinds, 1843)
- Tritonoturris tritonoides Reeve, 1843: sinônimo de Tritonoturris cumingii (Powys, 1835)